# Siège de Dapour

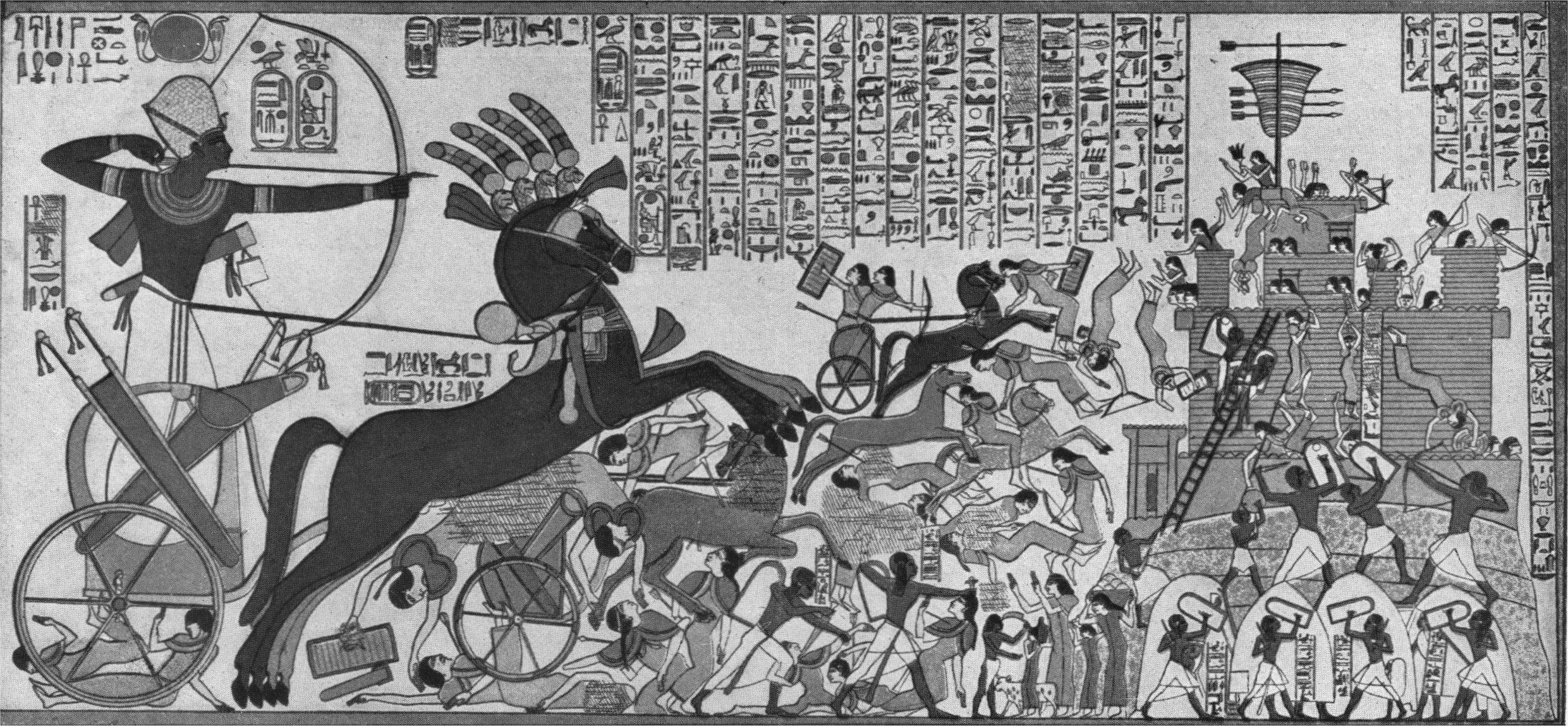
Le siège de Dapour, fresque murale dans le temple de Ramsès II

Le siège de Dapour est un évènement de la campagne militaire de Ramsès II en Galilée vers -1271 (an 8 de son règne).
Des représentations de cette nouvelle bataille ont été gravées en relief sur les murs des temples de Ramsès II en Égypte dont notamment celui de Louxor et celui du Ramesséum. Ces tableaux présentent en une unité de scène les différentes étapes de la bataille et du siège depuis la bataille dans la plaine jusqu'à la reddition du prince de Dapour qui tend un encensoir en signe d'armistice.
Dapour est conquise et Ramsès y fait ériger une statue à son effigie, y installant également une garnison à demeure.
Cette prise représente pour Ramsès une revanche sur la semi-défaite de Qadesh. En tenant cette position plus septentrionale il démontrait sa capacité à prendre aux hittites un point stratégique d'importance séparant l'Amourrou de leur emprise.